# Dercetina similis
Dercetina similis es una especie de insecto coleóptero de la familia Chrysomelidae.
Fue descrita científicamente en 1896 por Martin Jacoby.